# ネフェックス
ネフェックス（英: NEFFEX）は、ブライス・サヴェージ（英: Bryce Savage）によるアメリカ合衆国の音楽プロジェクト。主にエレクトロニックとラップのジャンルを融合させたリミックスやオリジナル曲を制作している。元々はキャメロン・ウェールズ（英: Cameron Wales）と共にデュオとして活動していたが、2021年7月にウェールズが脱退し、サヴェージのみで活動していくこととなった。デュオ時代は、サヴェージが作詞・作曲・プロデュース・ボーカルを担当し、ウェールズがミックスとマスタリングを担当していた。また、ほとんどの楽曲をロイヤリティフリー（CC BYライセンス）でリリースしており、世界中のコンテンツクリエイターによってメディアで取り上げられている。

## 来歴
ブライス・サヴェージとキャメロン・ウェールズは、15歳の時に高校で初めて出会った。当時、彼らはパンクロックバンドに所属していた。その後、両者ともバンドを脱退し、自分たちの音楽を作り始めた。高校卒業後、ウェールズはロサンゼルスに引っ越したが、大学在学中もサヴェージとは連絡を取り合っていた。サヴェージが大学最後の年の時、ウェールズと話し、2人とも自由時間に音楽を作っていることを知った。卒業後、 2人はオレンジ郡で再び集まり、「NEFFEX」という名前とキツネのロゴを作成した。
2017年、100週間で100曲をリリースするというチャレンジを開始した。このチャレンジでリリースされた曲はすべてロイヤリティフリーで、プラットフォーム全体で合計20億回以上のストリーミング再生を記録した。

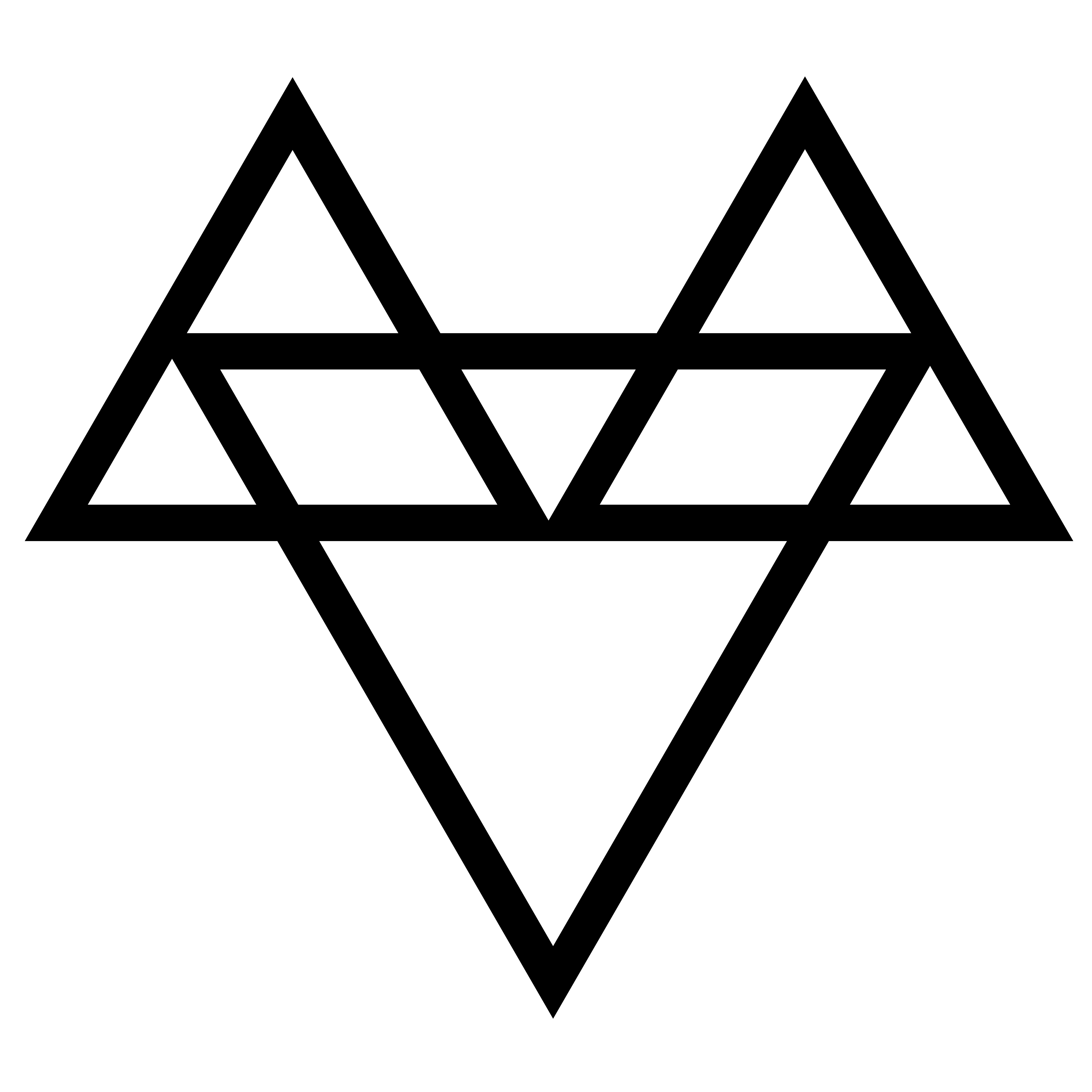
ネフェックスのロゴ

2019年10月16日、最初の曲を録音したアパートにちなんで名付けられた『Q203』というタイトルの初のEPをリリースした。アルバムには「When I Was Young」、「Without You」、「It's My Life」、「Sunday」、「Primal」、「Want Me」の6曲が収録されている。その後まもなく、初のツアーに乗り出し、2019年10月から11月にかけてヨーロッパの13都市を回った。
2020年9月25日、ROZES、Jez Dior、MASNをフィーチャーしたデビューアルバム『New Beginnings』をリリースした。アルバムには「Sometimes」「Be Somebody」「New Beginnings」「Scars」「I've Been Let Down」「Hell Won't Take Me」「I want to Play A Game」「Don't Hate Me」「Mind Reader」「Unavailable」「When It Flows」「WOW!」「Worst of You」「Closer to Heaven」「Space」「I'll Be Fine」の16曲が収録されている。
2021年7月6日、ウェールズがネフェックスを脱退。
2021年7月7日、再び100週間で100曲をリリースするというチャレンジを開始。以前と同じように、このチャレンジでリリースされた曲はすべてロイヤリティフリーである。
2023年1月13日、シングル「Fight Back」がRIAAゴールド認定を受けた。
2023年3月24日、ヨーロッパと北米の25都市を巡る「ボーン・ア・ロックスター」ツアーの日程を発表。ツアーは2023年9月から12月にかけて開催され、終了時にはすべての会場のチケットが完売した。
2023年6月1日、シングル「Rumors」がRIAAゴールド認定を受けた。